# Phoriospongia poni
Phoriospongia poni är en svampdjursart som först beskrevs av de Laubenfels 1950.  Phoriospongia poni ingår i släktet Phoriospongia och familjen Chondropsidae. Inga underarter finns listade i Catalogue of Life.